# 科別列齊克
48°56′13″N 28°18′18″E / 48.93694°N 28.30500°E
科別列齊克（烏克蘭語：Кобелецьке），是烏克蘭的村落，位於該國西南部文尼察州，由文尼察區負責管轄，始建於1495年，面積1.54平方公里，海拔高度284米，2001年人口249，人口密度每平方公里162人。